# 27. април
27. април (27.04) је 117. дан у години по грегоријанском календару (118. у преступној години). До краја године има још 248 дана.

## Догађаји
- 1594 — Спаљене мошти Светог Саве.
- 1521 — Урођеници са филипинског острва Мактан убили португалског морепловца Фердинанда Магелана, који је предводио експедицију на првом путовању око света.
- 1830 — Јужноамерички војсковођа и први председник Колумбије Симон Боливар, оптужен за диктаторске амбиције, поднео оставку.
- 1830 — Београд добио прво улично осветљење, фењере са свећама.
- 1909 — Група "Младотурци" оборила са власти турског султана Абдула Хамида.
- 1941 — У Атину, у Другом светском рату, ушли немачки тенкови.
- 1945 — Ухапшен италијански диктатор Бенито Мусолини. Стрељан наредног дана у месту Донга, на језеру Комо.
- 1950 — Уједињено Краљевство је признало Израел.
- 1956 — Роки Марчано се повукао из бокса као једини непобеђен светски шампион у „тешкој“ категорији.
- 1960 — Проглашена независност афричке државе Того, бивше француске колоније.
- 1961 — Сијера Леоне стекла независност од Велике Британије.
- 1978 — Авганистанске војне снаге преузеле власт у земљи и успоставиле владу. Председник Мохамед Дауд Кан убијен, нови председник Нур Мохамед Тараки прогласио Демократску Републику Авганистан.
- 1992 —
  - По распаду СФРЈ, проглашена Савезна Република Југославија, заједничка држава Србије и Црне Горе, која је трајала непуних 11 година. СРЈ проглашена на основу Устава донетог истог дана. Посланици у Савезном већу Скупштине СФРЈ претходно усвојили Декларацију о стварању СРЈ.
  - Русија и 12 бивших совјетских република постале чланице Међународног монетарног фонда и Светске банке.
- 1993 —
  - Еритреја стекла независност од Етиопије после три деценије дугог грађанског рата и референдума на којем су њени грађани гласали за независност.
  - Фудбалери репрезентације Замбије погинули у паду авиона у Атлантски океан код Габона на путу да одиграју квалификациону утакмицу за Светско првенство 1994. против Сенегала.
  - Представници Кине и Тајвана у Сингапуру почели разговоре, прве од завршетка кинеског грађанског рата 1949.
- 1997 — У Хонгконгу званично отворен најдужи висећи друмско-железнички мост на свету, који је повезао град са новим аеродромом.
- 1999 — У ваздушним нападима НАТО на Југославију погођен центар Сурдулице. Погинуло 17 људи, рањено 11, око 300 цивилних објеката срушено или оштећено.
- 2001 — Русија потписала уговор са Северном Корејом о побољшању квалитета оружја које је та комунистичка земља добила током совјетске ере.
- 2003 — На председничким изборима у Парагвају победио Никанор Дуарте Фрутос, чиме је настављен континуитет педесетпетогодишње владавине његове партије Колорадо, која је у свету најдуже на власти.
- 2015 — Припадник вахабијског покрета уз поклич "Алаху екбер" напао полицијску станицу у Зворнику. У размени ватре један полицајац убијен, двојица рањена, а нападач ликвидиран.

## Рођења
- 1791 — Семјуел Морзе, амерички проналазач и сликар, познат као изумитељ телеграфа и Морзеове азбуке. (прем. 1872)
- 1822 — Јулисис Симпсон Грант, амерички генерал и политичар, 18. председник САД. (прем. 1885)
- 1932 — Анук Еме, француска глумица. (прем. 2024)
- 1932 — Душан Јанићијевић, српски глумац. (прем. 2011)
- 1935 — Теодорос Ангелопулос, грчки редитељ, сценариста и продуцент. (прем. 2012)
- 1937 — Сенди Денис, америчка глумица. (прем. 1992)
- 1942 — Зоран Мароевић, српски кошаркаш. (прем. 2019)
- 1944 — Хари Стевенс, холандски бициклиста.
- 1952 — Џорџ Гервин, амерички кошаркаш.
- 1966 — Мет Ривс, амерички редитељ, сценариста и продуцент.
- 1967 — Горан Богдановић, српски фудбалер.
- 1969 — Слободан Каличанин, српски кошаркаш.
- 1971 — Артурас Карнишовас, литвански кошаркаш.
- 1973 — Сања Малетић, српска певачица.
- 1976 — Сали Хокинс, енглеска глумица.
- 1981 — Сенди Мелинг, немачка певачица и глумица, најпознатија као чланица групе No Angels.
- 1982 — Иван Станковић, српски рукометаш.
- 1985 — Орасио Зебаљос, аргентински тенисер.
- 1986 — Џена Колман, енглеска глумица.
- 1986 — Динара Сафина, руска тенисерка.
- 1986 — Елена Ристеска, македонска певачица.
- 1988 — Лизо, америчка музичарка и глумица.
- 1991 — Лара Гут Бехрами, швајцарска алпска скијашица.
- 1995 — Ник Кириос, аустралијски тенисер.

## Смрти
- 1521 — Фердинанд Магелан, португалски морепловац. (рођ. 1480)
- 1915 — Александар Николајевич Скрјабин, руски композитор и пијаниста.
- 1915 — Прока Јовкић, српски песник, новинар и војник. (рођ. 1886)[1]
- 1929 — Степан-Степа Степановић, српски војвода. (рођ. 1856)
- 1937 — Антонио Грамши, италијански револуционар, оснивач Комунистичке партије Италије.
- 1938 — Едмунд Хусерл, немачки филозоф јеврејског порекла, оснивач феноменологије.
- 1972 — Кваме Нкрума, први премијер и председник Гане.
- 1989 — Бреда Пергар, југословенска и словеначка атлетичарка. (рођ. 1953)
- 1999 — Тибор Церна, југословенски војник. (рођ. 1978)
- 2014 — Вујадин Бошков, бивши српски фудбалер и фудбалски тренер. (рођ. 1931)
- 2018 — Јордан Николић, интерпретатор српских народних песама (рођ. 1933)

## Празници и дани сећања
- Међународни празници
  - Светски дан дизајна
- Српска православна црква слави:
  - Светог Мартина исповедника, папу Римског
  - Свете мученике Антонија, Јована и Евстатија
  - Светог мученика Ардалиона Глумца